# Densité asymptotique
Ne doit pas être confondue avec la notion topologique de densité.
En mathématiques, et plus particulièrement en théorie des nombres, la densité asymptotique (ou densité naturelle, ou densité arithmétique) est une façon de mesurer la  « taille » de certains sous-ensembles d'entiers naturels. La densité d'un ensemble A peut être vue comme une approximation de la probabilité qu'un entier tiré au hasard dans un intervalle arbitrairement grand appartienne à A ; son étude fait partie de la théorie analytique des nombres.

## Contexte
Il n'existe pas de probabilité uniforme sur l'ensemble {\displaystyle \mathbb {N} } des entiers naturels, car si chaque singleton avait la même probabilité p, d'après l'axiome d'additivité, l'ensemble {\displaystyle \mathbb {N} } aurait une probabilité infinie si p > 0, et nulle si p = 0 .
On montre même qu'il n'existe pas de probabilité sur {\displaystyle \mathbb {N} } vérifiant la propriété évidente intuitivement que la "probabilité" de l'ensemble des multiples d'un entier strictement positif a soit égale à 1/a  (ou qu'il y ait une chance sur a qu'un entier soit multiple de a) ,.
Par contre, il existe une probabilité uniforme sur tous les ensembles {\displaystyle [\![1,n]\!]=\{1,2,..,n\}}, ce qui motive les définitions suivantes.

## Définitions
Un ensemble A d'entiers naturels est de densité asymptotique {\displaystyle \alpha } (où {\displaystyle 0\leqslant \alpha \leqslant 1}) si la proportion des éléments de A parmi les entiers de 1 à n se rapproche asymptotiquement de {\displaystyle \alpha } quand n tend vers l'infini. Formellement, notant {\displaystyle N_{n}=N_{n}(A)} le nombre d'éléments de A entre 1 et n, la densité asymptotique de A, D(A), est définie par
{\displaystyle {\text{D}}(A)=\lim _{n\rightarrow \infty }{\frac {N_{n}}{n}}\ } (si cette limite existe).
Gérald Tennenbaum définit un entier normal comme faisant partie d'un ensemble de densité 1.

### Condition nécessaire et suffisante
Si A est fini, A est de densité nulle.
Si A est infini, soit {\displaystyle (a_{n})_{n\geqslant 1}} la suite strictement croissante de ses éléments non nuls.
Alors : 
- A est de densité nulle si et seulement si {\displaystyle \lim {\frac {a_{n}}{n}}=+\infty }
- A est de densité {\displaystyle \alpha >0} si et seulement si {\displaystyle a_{n}\sim {\frac {n}{\alpha }}}.

### Densités inférieure et supérieure
Avec les mêmes notations, on définit la densité supérieure asymptotique (ou simplement la densité supérieure) de A, D(A), par
{\displaystyle {\overline {\text{D}}}(A)=\limsup _{n\rightarrow \infty }{\frac {N_{n}}{n}}},
où lim sup est la limite supérieure.
De même, la densité inférieure de A, D(A), est définie par
{\displaystyle {\underline {\text{D}}}(A)=\liminf _{n\rightarrow \infty }{\frac {N_{n}}{n}}}, où lim inf est la limite inférieure.
A a une densité asymptotique si et seulement si les densités inférieure et supérieure coïncident, et alors {\displaystyle {\underline {\text{D}}}(A)={\overline {\text{D}}}(A)={\text{D}}(A)}.

## Propriétés

### Additivité finie
La densité asymptotique ne vérifie pas la propriété d'additivité dénombrable, mais elle vérifie celle d’additivité finie.
Soient A et B deux sous-ensembles de {\displaystyle \mathbb {N} } ;
S'ils sont disjoints et ont chacun une densité, alors {\displaystyle A\cup B} a aussi une densité, et {\displaystyle {\text{D}}(A\cup B)={\text{D}}(A)+{\text{D}}(B)}.
Plus généralement :
Si trois des quatre ensembles {\displaystyle A,B,A\cup B,A\cap B} ont une densité, alors le quatrième aussi, et {\displaystyle {\text{D}}(A\cup B)+{\text{D}}(A\cap B)={\text{D}}(A)+{\text{D}}(B)}.
Ceci vient de ce que {\displaystyle N_{n}(A\cup B)+N_{n}(A\cap B)=N_{n}(A)+N_{n}(B)}.
On en déduit que si la densité existe pour A, elle existe aussi pour le complémentaire cA de A dans {\displaystyle \mathbb {N} }, et que l'on a {\displaystyle {\text{D}}(^{c}A)=1-{\text{D}}(A)}.

### Invariance par translation
Si A possède une densité, alors pour tout {\displaystyle n} entier naturel,  {\displaystyle n+A} aussi et {\displaystyle {\text{D}}(n+A)={\text{D}}(A)}.

### Homothétie
Si A possède une densité, alors {\displaystyle kA} aussi pour tout {\displaystyle k>0} et {\displaystyle D(kA)={\frac {1}{k}}D(A)}.

## Exemples

Courbe des fréquences entre 1 et n du premier chiffre 1 (en rouge) et celle du premier chiffre 9 (en bleu) pour n de 1 à 10 000, en échelle logarithmique.
Oscillation entre 1/9 et 5/9, pour le chiffre 1, entre 1/81 et 1/9 pour le chiffre 9.

- {\displaystyle \mathrm {D} (\mathbb {N} )=1}.
- Les sous-ensembles finis sont de densité nulle.
- L'ensemble {\displaystyle A=\{n^{2}\mid n\in \mathbb {N} \}} des carrés parfaits est de densité nulle car {\displaystyle N_{n}(A)\sim {\sqrt {n}}\ll n} (ou car {\displaystyle n^{2}\gg n}).
- Il en est de même de l'ensemble {\displaystyle \mathbb {P} } des nombres premiers car {\displaystyle N_{n}(\mathbb {P} )\sim {\frac {n}{\ln n}}\ll n} (ou car {\displaystyle p_{n}\sim n\ln n\gg n}) ; démonstration utilisant le théorème des nombres premiers, pour une démonstration élémentaire, voir ci-dessous.

- Les ensembles {\displaystyle 2\mathbb {N} =\{2n\mid n\in \mathbb {N} \}} des nombres pairs et {\displaystyle 2\mathbb {N} +1=\{2n+1\mid n\in \mathbb {N} \}} des nombres impairs ont pour densité 1/2.
- Plus généralement, l'ensemble des valeurs d'une suite arithmétique entière {\displaystyle \{an+b\mid n\in \mathbb {N} \}}, a pour densité l'inverse de sa raison, soit 1/a.
- Si a est un réel {\displaystyle \geqslant 1}, l'ensemble des parties entières {\displaystyle \{\left\lfloor an\right\rfloor \mid n\in \mathbb {N} \}} a pour densité 1/a.
- Si {\displaystyle a} est un entier > 0, l’ensemble {\displaystyle A_{a}} des entiers > 0 premiers avec {\displaystyle a} est de densité {\displaystyle {\frac {\varphi (a)}{a}}} où {\displaystyle \varphi } est l'indicateur d'Euler[3].

- L'ensemble des entiers sans facteur carré a pour densité {\displaystyle 6/\pi ^{2}} (voir à Théorème de Cesàro).
- L'ensemble des nombres abondants possède une densité[7], comprise entre  0,2474 et 0,2480[8].
- L'ensemble {\displaystyle A=\bigcup \limits _{n=0}^{\infty }[\![b^{2n},b^{2n+1}[\![} (intervalles d'entiers) des nombres dont l'écriture en base b contient un nombre impair de chiffres est un exemple d'ensemble sans densité asymptotique ; il est en effet de densité inférieure {\displaystyle {\frac {1}{b+1}}}  et de densité supérieure {\displaystyle {\frac {b}{b+1}}} .

Cet ensemble possède cependant une densité logarithmique (voir ci-dessous) égale à 1/2 (en effet, {\displaystyle \sum _{k=b^{2n}}^{b^{2n+1}-1}1/k\sim \ln b}, et il y a essentiellement n termes de cette forme à sommer).
- Les ensembles {\displaystyle B=A\,\Delta \,2\mathbb {N} } (différence symétrique de l'ensemble précédent avec {\displaystyle 2\mathbb {N} }) et {\displaystyle C=2\mathbb {N} +1} fournissent un exemple de deux ensembles ayant une densité dont ni l'intersection, ni la réunion, ni les deux différences n'ont de densité [9].

- Un autre exemple d'ensemble sans densité est l'ensemble {\displaystyle A=\bigcup \limits _{n=0}^{\infty }[\![cb^{n},(c+1)b^{n}[\![} des nombres dont l'écriture en base b commence par le chiffre c ({\displaystyle 1\leqslant c\leqslant b-1}).

Il est en effet de densité inférieure {\displaystyle {\frac {1}{c(b-1)}}} et de densité supérieure {\displaystyle {\frac {b}{(c+1)(b-1)}}} (1/9 et 5/9 par exemple pour le chiffre 1 en base 10).
Cet ensemble possède cependant une densité logarithmique (voir ci-dessous) égale à {\displaystyle \log _{b}(1+1/c)}, autrement dit, l'ensemble des entiers vérifie une loi de Benford logarithmique.
- Si {\displaystyle (\alpha _{n})_{n\in \mathbb {N} }} est une suite équirépartie dans [0, 1] et si {\displaystyle (A_{x})_{x\in [0,1]}} est la famille d'ensembles{\displaystyle A_{x}:=\{n\in \mathbb {N} \mid \alpha _{n}<x\}}alors, par définition, D(Ax) = x pour tout x.

## Autres définitions

### Densité de Banach
Une notion de densité un peu plus faible est celle de densité de Banach ; étant donné {\displaystyle A\subseteq \mathbb {N} }, elle est définie par 
{\displaystyle {\text{D}}^{*}(A)=\limsup _{N-M\rightarrow \infty }{\frac {|A\bigcap \{M,M+1,\ldots ,N\}|}{N-M+1}}}.

### Densité de Schnirelmann
La densité de Schnirelmann de {\displaystyle A\subseteq \mathbb {N^{*}} } est définie comme la borne inférieure de la suite {\displaystyle \left({\frac {N_{n}}{n}}\right)} ; bien qu'elle soit très sensible aux petits entiers de A (elle est par exemple nulle si A ne contient pas 1 puisqu'alors {\displaystyle N_{1}=0}), elle possède des propriétés intéressantes qui la rendent plus utile que la densité asymptotique en théorie additive des nombres.

### Densité logarithmique
Des ensembles plus irréguliers peuvent être mesurés par leur densité logarithmique, définie par {\displaystyle {\text{D}}_{\log }(A)=\lim _{n\rightarrow \infty }{\dfrac {\sum _{k\in [1,n]\cap A}{\dfrac {1}{k}}}{{\underset {k\in [1,n]}{\sum }}{\dfrac {1}{k}}}}} : on attribue le poids 1/k à l'entier k .
Cette densité se confond avec la densité asymptotique lorsque celle-ci existe, et on a vu ci-dessus des exemples d'ensembles sans densité asymptotique ayant cependant une densité logarithmique. On peut ainsi considérer qu'il s'agit d'un procédé analogue aux transformations permettant de calculer la somme d'une série divergente.

#### Exemple
Toute partie A telle que la série harmonique lacunaire {\displaystyle \sum _{n\in A}{\dfrac {1}{n}}} converge a une densité logarithmique nulle. C'est le cas par exemple des ensembles de Kempner obtenus en ne conservant que les entiers ne comportant pas une séquence de chiffres donnée dans une certaine base.
La réciproque est fausse comme en témoigne l'ensemble des nombres premiers qui a une densité naturelle, donc logarithmique, nulle, et dont la série des inverses ne converge pas.

### Densité zêta
Pour tout réel {\displaystyle s>1}, et une partie {\displaystyle A} de {\displaystyle \mathbb {N^{*}} }on définit {\displaystyle {\text{D}}_{s}(A)={\dfrac {\sum _{n\in A}{\dfrac {1}{n^{s}}}}{{\underset {n\in \mathbb {N} ^{*}}{\sum }}{\dfrac {1}{n^{s}}}}}={\frac {1}{\zeta (s)}}\sum _{n\in A}{\dfrac {1}{n^{s}}}}, ce qu'il serait impossible d'écrire pour s = 1 à cause de la divergence de la série harmonique.
La densité zêta (du nom de la fonction zêta {\displaystyle \zeta (s)={\underset {n\in \mathbb {N} ^{*}}{\sum }}{\dfrac {1}{n^{s}}}}) est alors définie par {\displaystyle \lim _{s\rightarrow 1}{\text{D}}_{s}(A)}. Elle coïncide en fait avec la densité logarithmique,,.

### Densité relative et densité analytique
Particulièrement dans l'étude d'ensembles de nombres premiers, on est amené à définir la densité asymptotique relative de A (inclus dans {\displaystyle \mathbb {P} }) comme la limite (quand n tend vers l'infini) du quotient (nombre d'éléments de A ≤ n) / (nombre d'éléments de {\displaystyle \mathbb {P} } ≤ n). Dans sa démonstration du théorème de la progression arithmétique, Dirichlet a défini une densité plus précise, la densité analytique de A, par la formule :
{\displaystyle {\text{D}}(A)=\lim _{s\rightarrow 1}{\frac {\sum _{p\in A}p^{-s}}{-\ln(s-1)}}}
(laquelle se confond avec la densité asymptotique lorsque cette dernière existe).

## Exemple numérique
Désignant par {\displaystyle p_{k}} le nombre premier de rang k, on déduit du fait que la densité des multiples de a vaut 1/a, le tableau suivant :
| Rang | Nombre premier        | Densité des entiers divisibles par {\displaystyle p_{k}} | Densité des entiers non divisibles par {\displaystyle p_{k}} | Densité des entiers non divisibles par {\displaystyle p_{1}},..,{\displaystyle p_{k}} | Densité des entiers divisibles par au moins un premier entre {\displaystyle p_{1}} et {\displaystyle p_{k}} |
| ---- | --------------------- | -------------------------------------------------------- | ------------------------------------------------------------ | ------------------------------------------------------------------------------------- | --- |
| k    | {\displaystyle p_{k}} | {\displaystyle 1/p_{k}}                                  | {\displaystyle 1-1/p_{k}}                                    | {\displaystyle \prod _{i=1}^{k}\left(1-{\frac {1}{p_{i}}}\right)}                     | {\displaystyle 1-\prod _{i=1}^{k}\left(1-{\frac {1}{p_{i}}}\right)}                                         |
| 1    | 2                     | 50,0%                                                    | 50,0%                                                        | 50,0%                                                                                 | 50,0% |
| 2    | 3                     | 33,3%                                                    | 66,7%                                                        | 33,3%                                                                                 | 66,7% |
| 3    | 5                     | 20,0%                                                    | 80,0%                                                        | 26,7%                                                                                 | 73,3% |
| 4    | 7                     | 14,3%                                                    | 85,7%                                                        | 22,9%                                                                                 | 77,1% |
| 5    | 11                    | 9,1%                                                     | 90,9%                                                        | 20,8%                                                                                 | 79,2% |
| 6    | 13                    | 7,7%                                                     | 92,3%                                                        | 19,2%                                                                                 | 80,8% |
| 7    | 17                    | 5,9%                                                     | 94,1%                                                        | 18,1%                                                                                 | 81,9% |
| 8    | 19                    | 5,3%                                                     | 94,7%                                                        | 17,1%                                                                                 | 82,9% |
| 9    | 23                    | 4,3%                                                     | 95,7%                                                        | 16,4%                                                                                 | 83,6% |
| 10   | 29                    | 3,4%                                                     | 96,6%                                                        | 15,8%                                                                                 | 84,2% |
| 11   | 31                    | 3,2%                                                     | 96,8%                                                        | 15,3%                                                                                 | 84,7% |
| 12   | 37                    | 2,7%                                                     | 97,3%                                                        | 14,9%                                                                                 | 85,1% |
| 13   | 41                    | 2,4%                                                     | 97,6%                                                        | 14,5%                                                                                 | 85,5% |
| 14   | 43                    | 2,3%                                                     | 97,7%                                                        | 14,2%                                                                                 | 85,8% |
| 15   | 47                    | 2,1%                                                     | 97,9%                                                        | 13,9%                                                                                 | 86,1% |
| 16   | 53                    | 1,9%                                                     | 98,1%                                                        | 13,6%                                                                                 | 86,4% |
| 17   | 59                    | 1,7%                                                     | 98,3%                                                        | 13,4%                                                                                 | 86,6% |
| 18   | 61                    | 1,6%                                                     | 98,4%                                                        | 13,2%                                                                                 | 86,8% |
| 19   | 67                    | 1,5%                                                     | 98,5%                                                        | 13,0%                                                                                 | 87,0% |
| 20   | 71                    | 1,4%                                                     | 98,6%                                                        | 12,8%                                                                                 | 87,2% |
| 21   | 73                    | 1,4%                                                     | 98,6%                                                        | 12,6%                                                                                 | 87,4% |
| 22   | 79                    | 1,3%                                                     | 98,7%                                                        | 12,4%                                                                                 | 87,6% |
| 23   | 83                    | 1,2%                                                     | 98,8%                                                        | 12,3%                                                                                 | 87,7% |
| 24   | 89                    | 1,1%                                                     | 98,9%                                                        | 12,2%                                                                                 | 87,8% |
| 25   | 97                    | 1,0%                                                     | 99,0%                                                        | 12,0%                                                                                 | 88,0% |

Ce tableau se lit comme suit : la ligne pour k = 2 montre qu'en termes presque mathématiques (presque car une densité n'est pas une probabilité) on dirait qu'un entier a "une chance sur 3" de n'être divisible ni par 2 ni par 3, ou, ce qui revient au même, "deux chances sur 3" d'être divisible par 2 ou par 3 (ou par les deux). En termes courants, on dirait que "deux entiers sur trois sont pairs ou multiples de 3".
Et de même, en regardant le résultat pour k = 25 (p = 97) on dirait que " 88% des entiers sont divisibles par un nombre premier inférieur à 100".